# Ligne 270 (Infrabel)

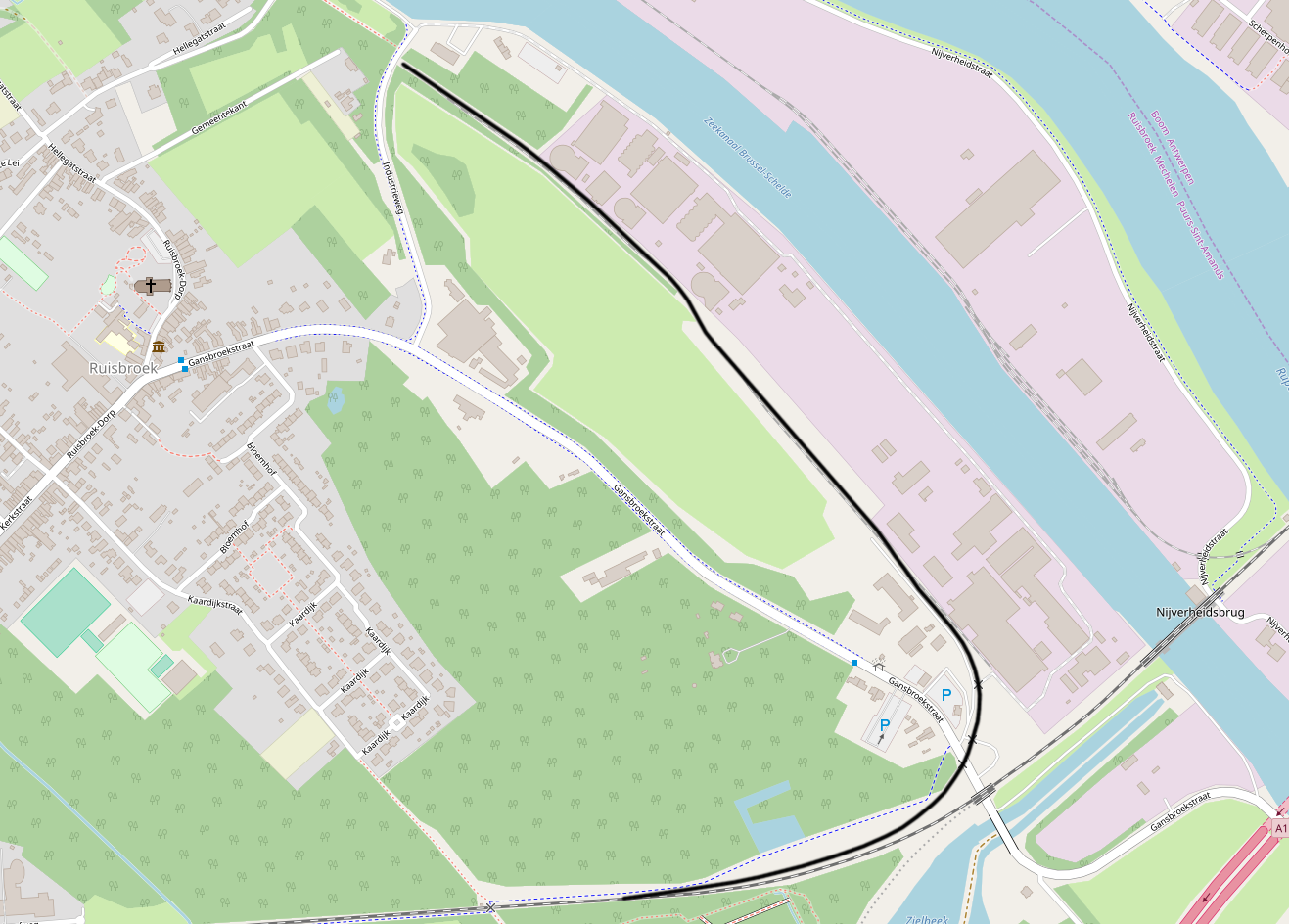
Plan de la ligne 270

La ligne 270 est une ligne ferroviaire industrielle belge de la commune de Puurs, en province d'Anvers.
Elle a été construite pour desservir les usines chimiques de Prayon-Rupel.

## Route

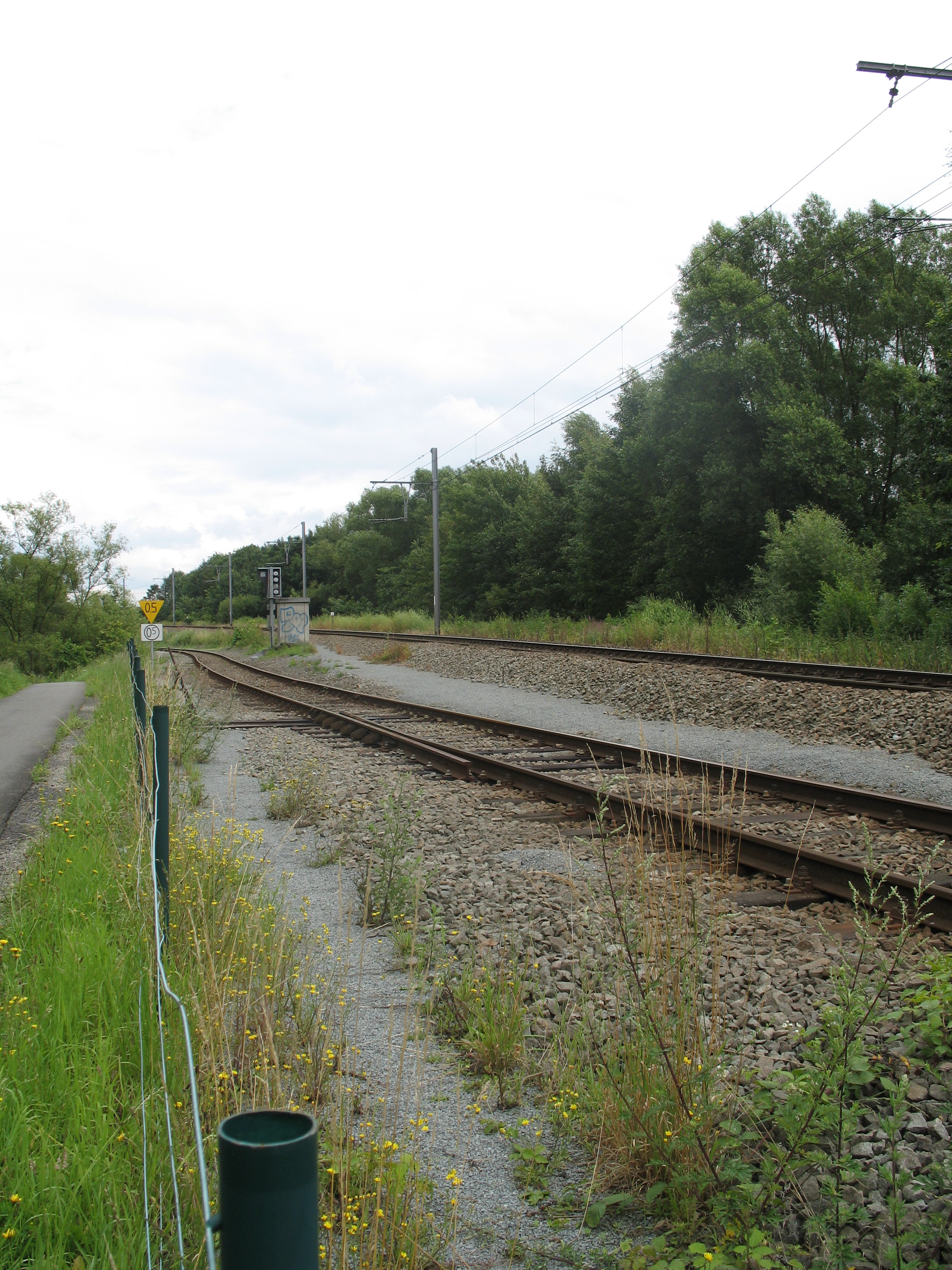
La ligne 270 peu après son embranchement. À droite on voit la ligne 52

La ligne 270 est connectée à la ligne 52 (Termonde - Anvers Sud) au sud-est de Ruisbroek et tourne vers le nord-ouest parallèlement au  canal maritime de Bruxelles à l'Escaut, dont elle garde une distance d'environ 200 m, jusqu'à la rue Industrieweg.